# Förarpasjön
Förarpasjön är en sjö i Ljungby kommun i Småland och ingår i Helge ås huvudavrinningsområde. Sjöns area är 0,032 kvadratkilometer och den är belägen 150,8 meter över havet.